# Drnov
Drnov (Duits: Rasenhof) is een Tsjechische plaats in de gemeente Žižice in de regio Midden-Bohemen en maakt deel uit van het district Kladno. Het dorp ligt op ongeveer 1 km afstand van Žižice en op ongeveer 5,5 km afstand van Slaný.
Drnov telt 133 inwoners (2021).

## Geografie
Het hoogste punt van Drnov is een grote stortplaats op een hoogte van 318 meter.

## Geschiedenis
De eerste schriftelijke vermelding van het dorp dateert van 1449. Schriftelijke verslagen uit de 15e eeuw verwijzen naar ene Margaretha van Drnov, echtgenote van Bohunka van Olbramovice. In de 15e en 16e eeuw maakte het dorp deel uit van Slaný. Na de Slag op de Witte Berg werd Drnov verworven door Jaroslav Bořita van Martinice.
In de tweede helft van de 18e eeuw werd steenkool ontdekt in de regio; rond 1765 begon de winning daarvan. De verlaten mijn Leopold ligt vlak bij het dorp. Ergens na 1848, het jaar dat het feodalisme werd afgeschaft, werd Drnov bij de gemeente Žižice gevoegd. Sinds 1960 behoort het dorp (samen met de rest van de gemeente) tot het district Kladno.

## Verkeer en vervoer

### Autowegen
Er loopt een regionale weg die Drnov verbindt met onder meer Žižice, Slaný, Mělník en Ješín.

### Spoorlijnen
Er is geen spoorlijn of station in Drnov. Het dichtstbijzijnde station is Zvoleněves, op 4 km afstand. Dat station ligt aan spoorlijn 110 Kralupy nad Vltavou - Slaný - Louny.

### Buslijnen
In 2019 werd de gemeente Žižice - tezamen met de rest van de regio Slaný - aangesloten op het systeem van Pražská integrovaná doprava (PID).
Er is één bushalte in Drnov:
| Halte         | Lijnen  | Trajecten                       | Vervoerder |
| ------------- | ------- | ------------------------------- | ---------- |
| Žižice, Drnov | 593 594 | Slaný - Velvary Slaný - Zlonice | ČSAD Slaný |

## Bezienswaardigheden
Op het dorpsplein staat een monument ter nagedachtenis aan de slachtoffers van de Eerste Wereldoorlog.  Andere bezienswaardigheden in het dorp zijn de dorpskapel en een kruis op een stenen sokkel.
Vlak bij het dorp staat een grote kazerne, die tot begin 1990 in gebruik was als radarlocatie van de luchtverdediging van Praag. De commandopost van de 71e Luchtdoelartilleriebrigade bevond zich in de jaren 80 onder de grond ervan. Tussen 1985 en 2003 werd de beveiliging van het luchtruim boven Praag continu van hieruit verzorgd. De vereniging Bunkr Drnov heeft het Museum van de Koude Oorlog en Luchtverdediging opgericht en het gebouw als onderdeel daarvan toegankelijk gemaakt.

## Galerij

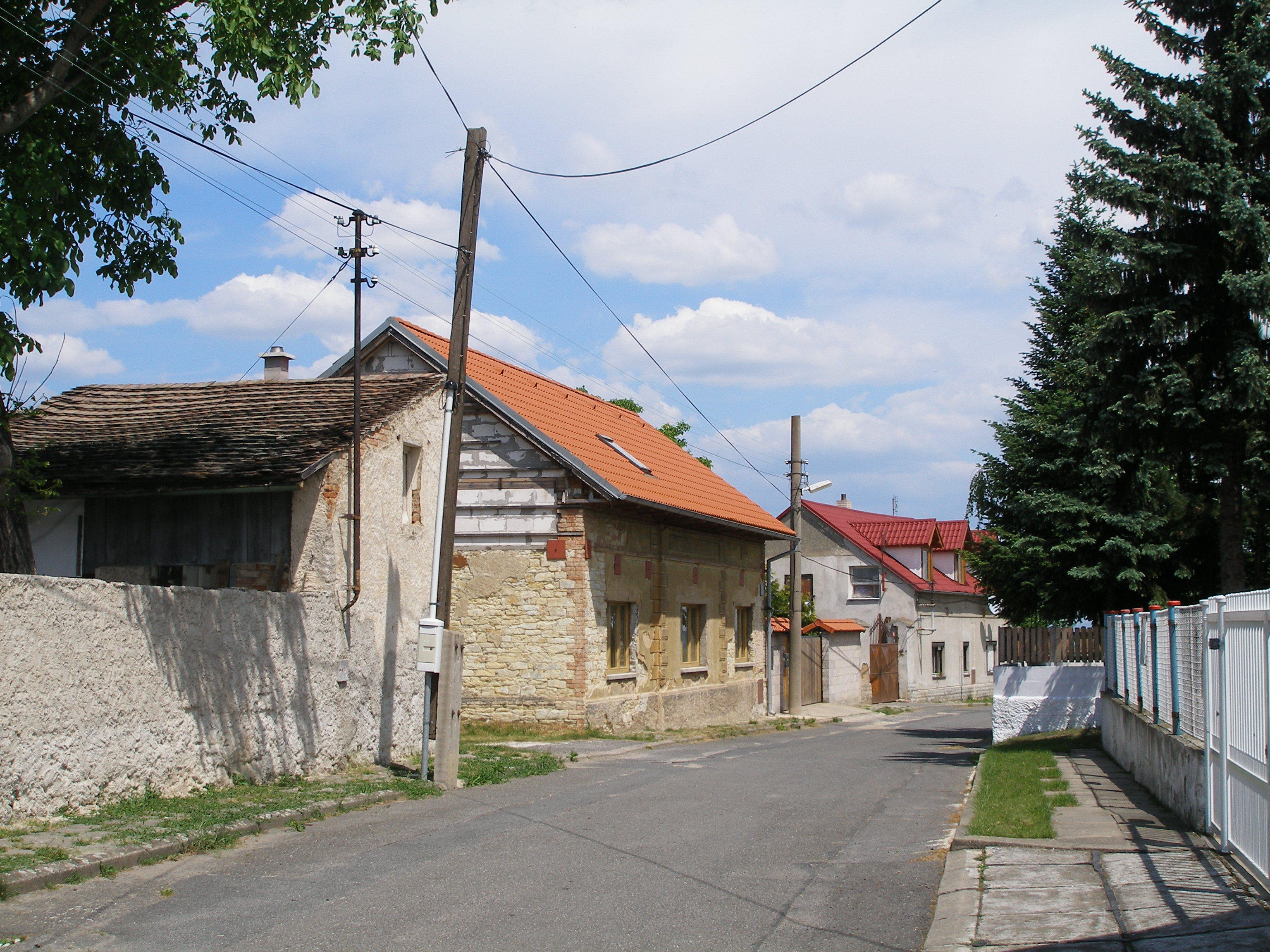
Huizen in Drnov
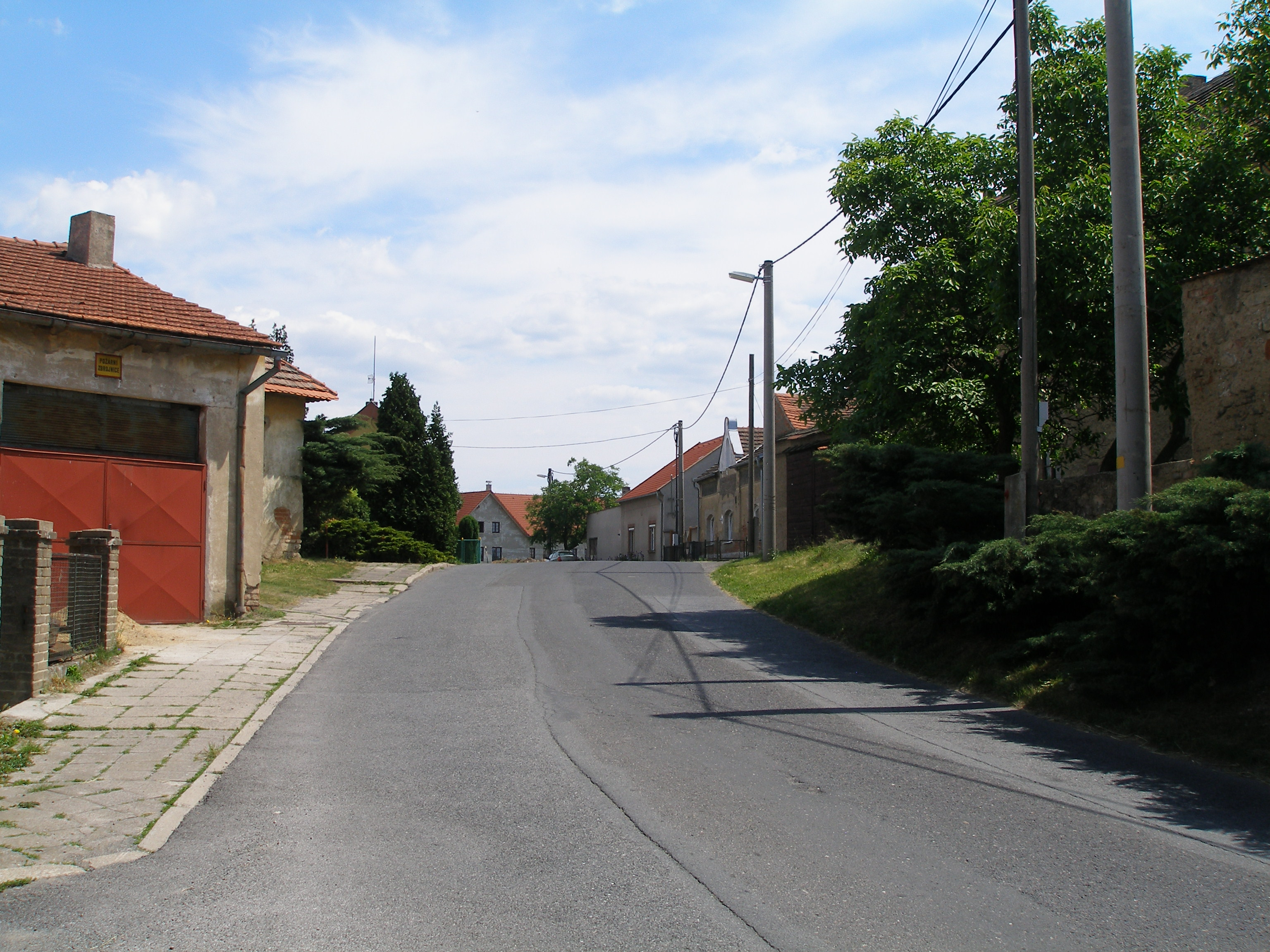
Straat in Drnov
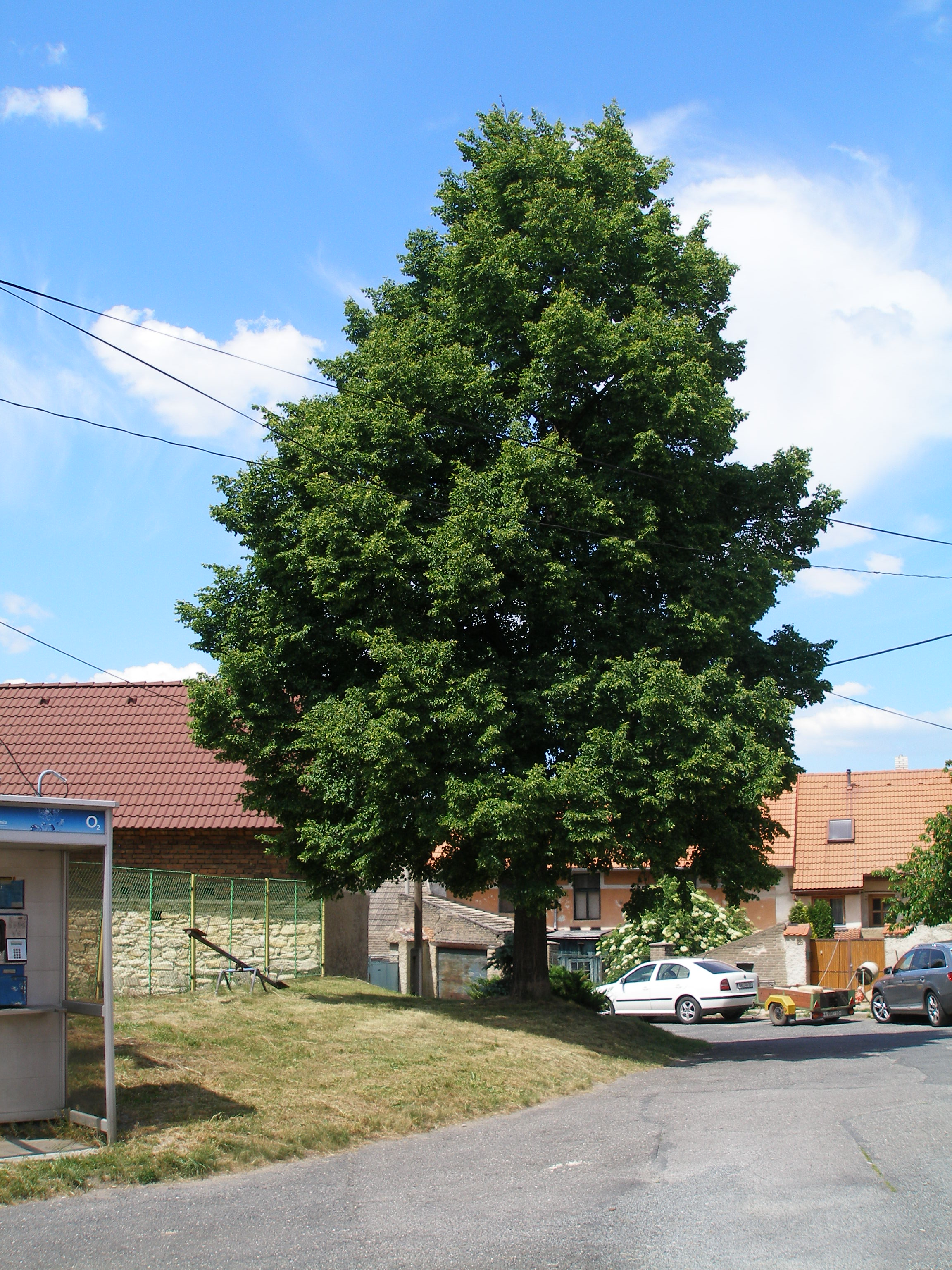
Monumentale boom
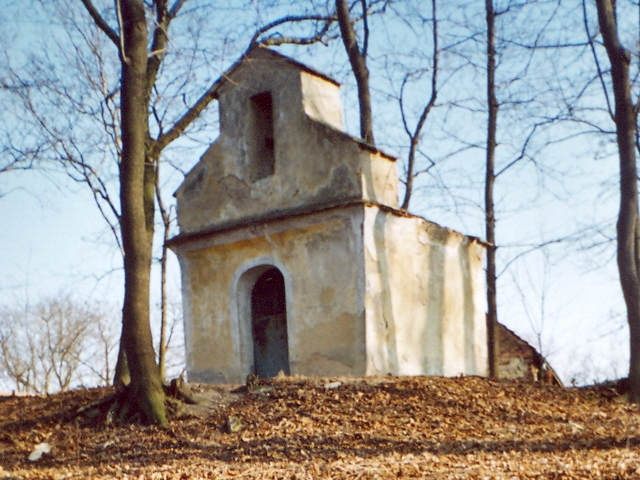
Dorpskapel (2004)
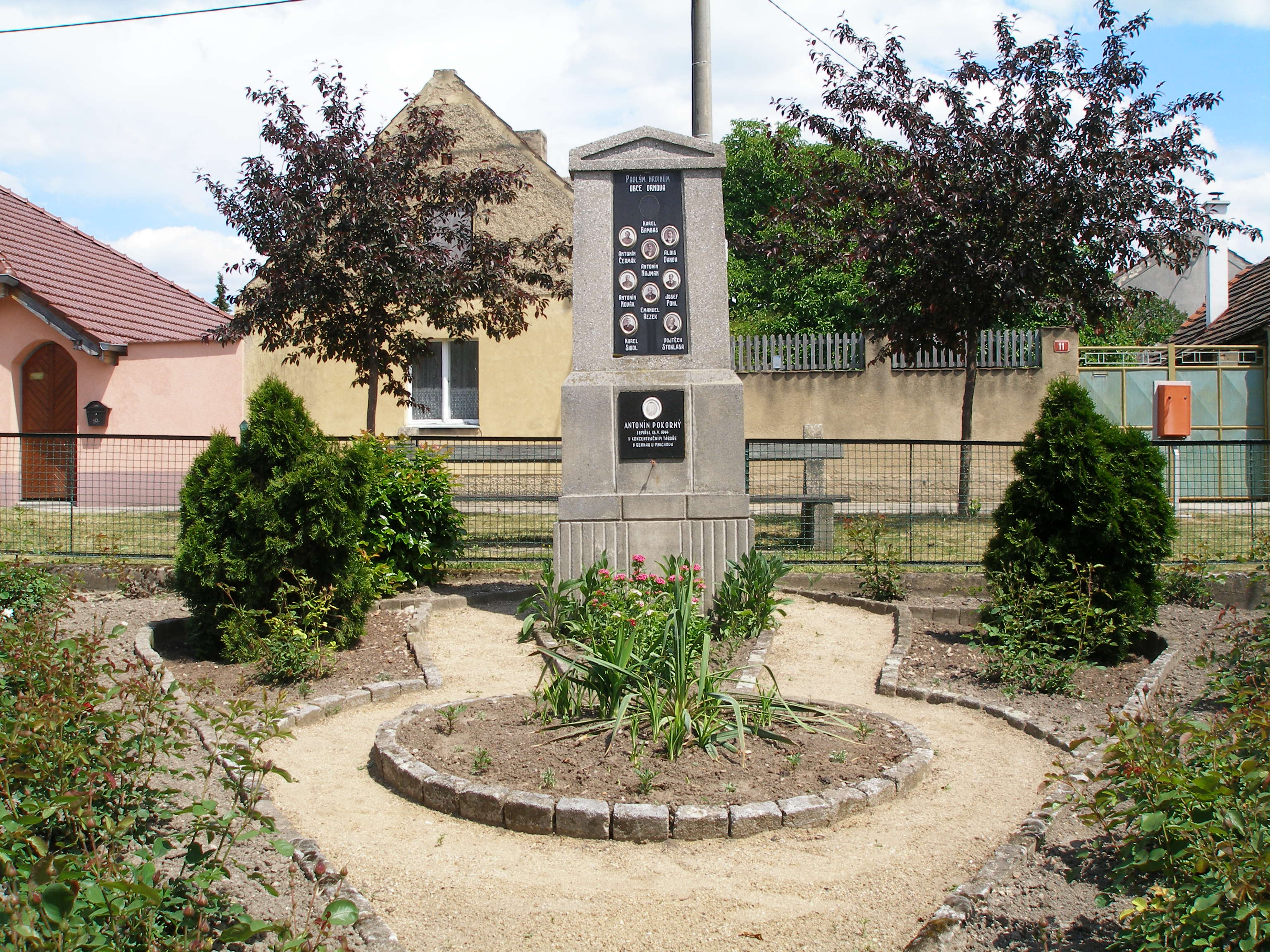
Monument voor slachtoffers van WOI
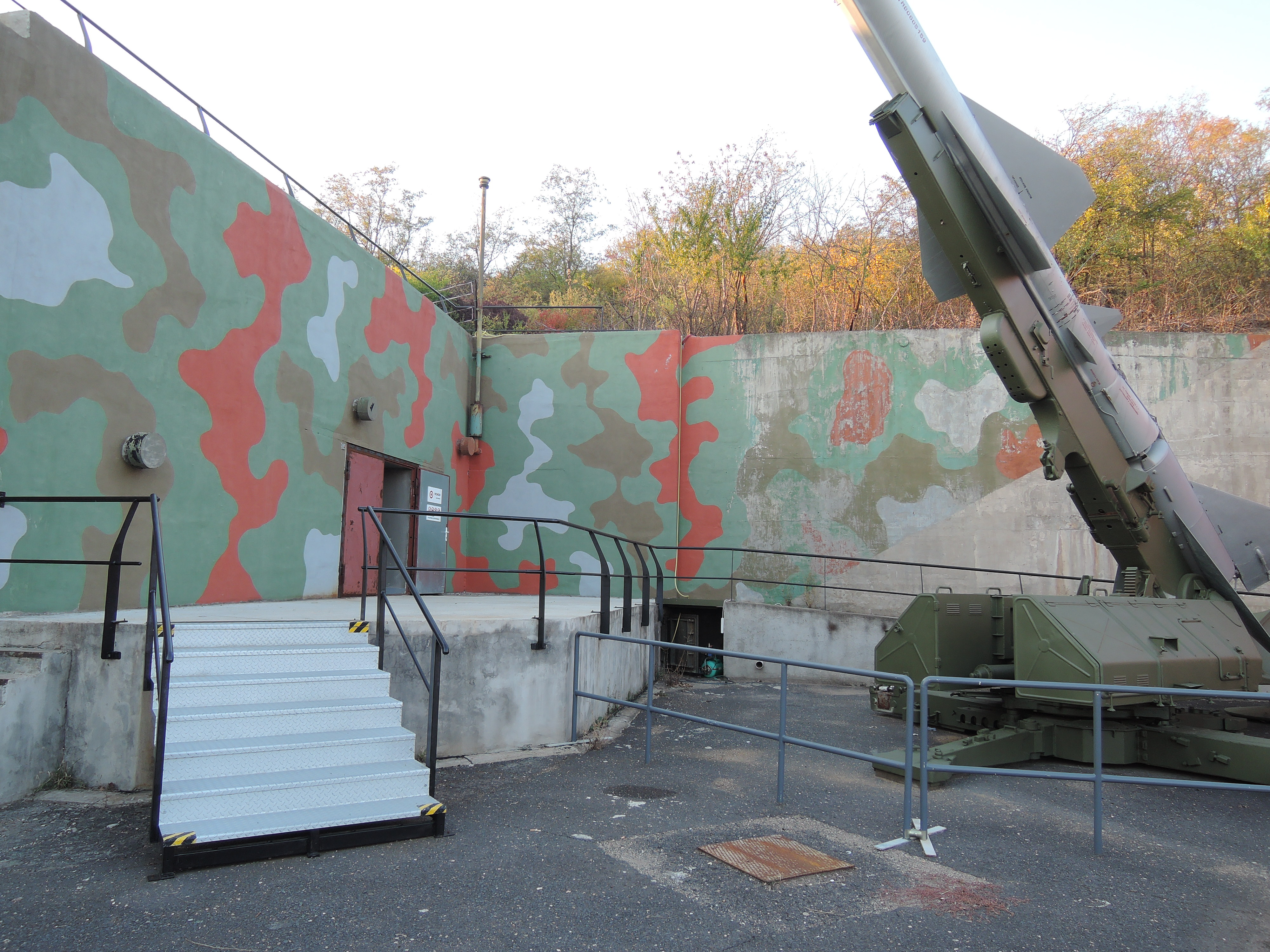
Museum van de Koude Oorlog en Luchtverdediging (buitenzijde)
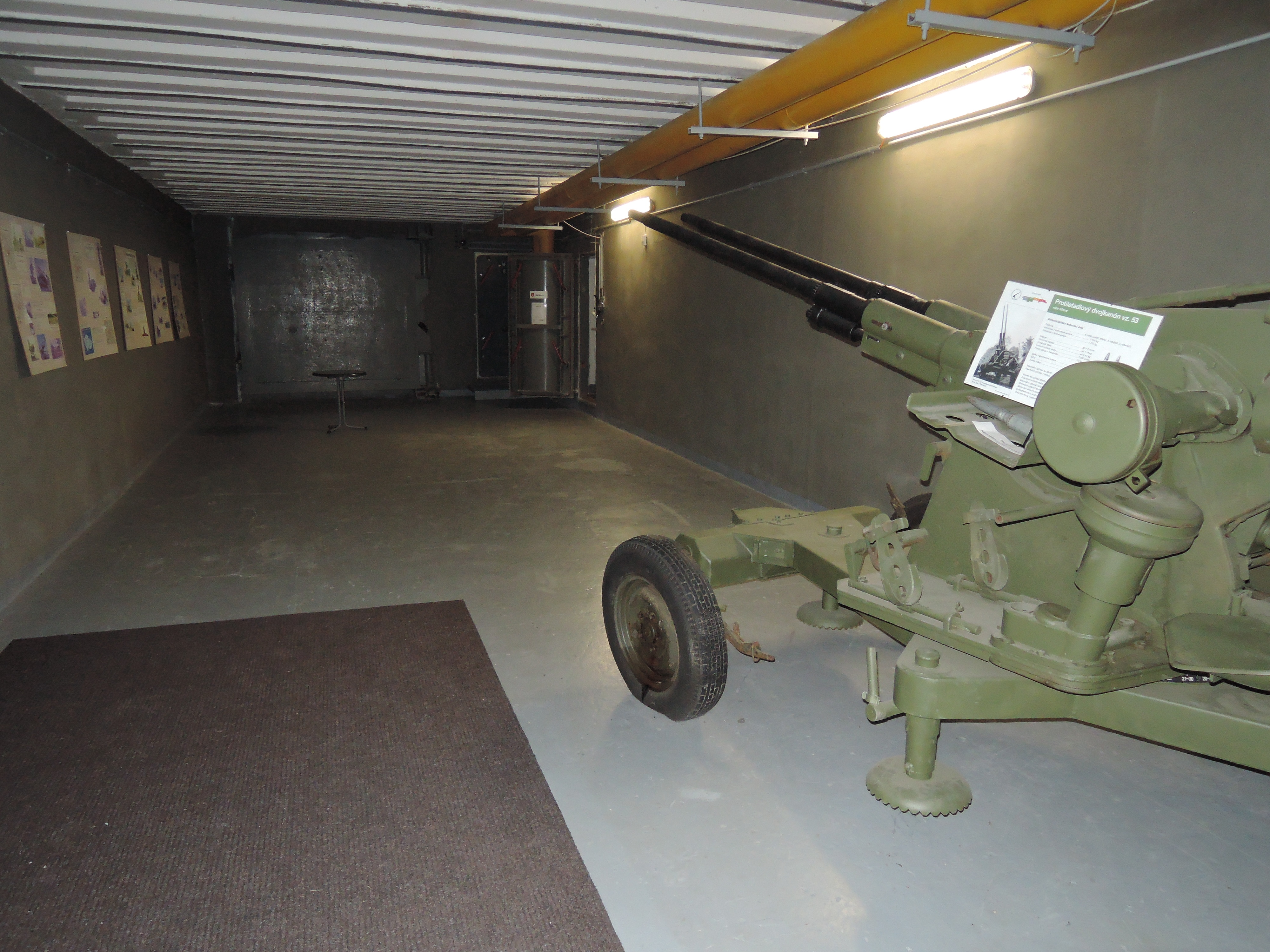
Voormalige kazerne, thans onderdeel van het museum

## Vernoemingen
De Drnovstraat in Praag is vernoemd naar dit dorp. Voor de bouw ervan werden stenen uit Drnov gebruikt.